# Sânmihaiu Român, Timiș
Sânmihaiu Român este satul de reședință al comunei cu același nume din județul Timiș, Banat, România. Împreună cu localitățile din subordina avea la 1 iulie 2016 7.272 locuitori.

## Localizare
Se situează în centrul județului Timiș, la 12 km vest de municipiul Timișoara, pe drumul județean DJ591 Timișoara-Bobda și este traversat de Canalul Bega. Se învecinează la nord cu Săcălaz, la est cu Utvin, la sud-est cu Șag și Parța, la sud cu Peciu Nou, la sud-vest cu Diniaș, la vest cu Sânmihaiu German și la nord-vest cu Beregsău Mare.

## Istorie
Prima atestare documentară a Sânmihaiului Român datează din 1333, fiind amintită în listele de dijmă papale cu numele Sanctus Michael. Ioan Lotreanu consideră că atribuirea acestui nume este eronată, fiind confundată cu localitatea Sveti Mihaljo din Banatul sârbesc. Totuși, există și mențiuni ulterioare în documente, precum o diplomă de la 1350 în care se face referire la localitate cu numele Sanctus Mychael.
Veche localitate românească, a rezistat ocupației turcești, pentru ca la 1717, după cucerirea Banatului de austrieci, să aibă 40 de case. Apare apoi scrisă pe harta lui Mercy de la 1723-1725 și pe hărțile de la 1761 și 1783. Biserica românească a fost construită la 1774.
În perioada interbelică făcea parte din plasa Chișoda, județul Timiș-Torontal, avea peste 2.000 de locuitori și peste 500 de case.